# Saint-Légier-La Chiésaz

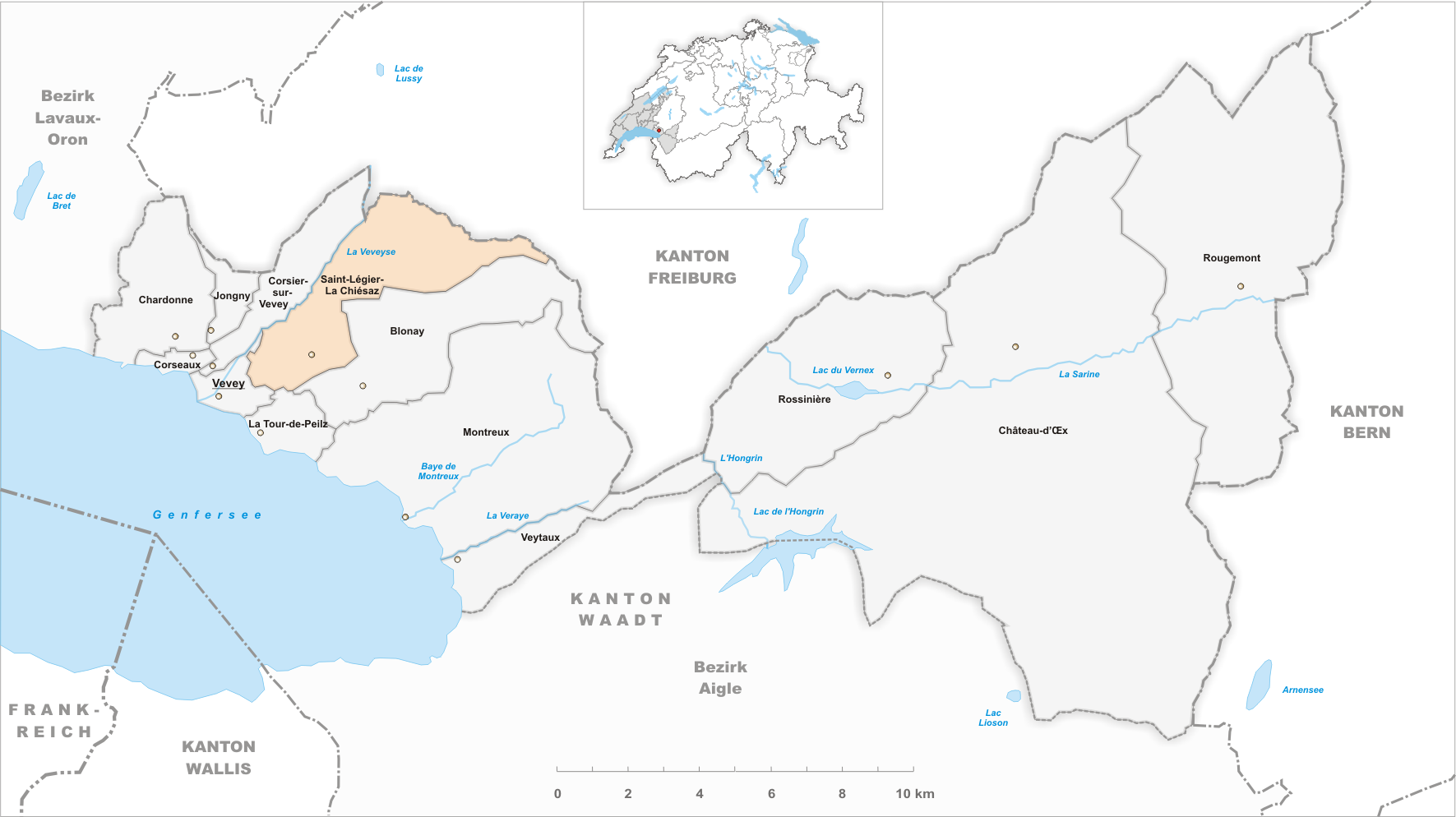
Gemeindestand vor der Fusion am 1. Januar 2022

Saint-Légier-La Chiésaz ist ein Ort in der politischen Gemeinde Blonay – Saint-Légier im Distrikt Riviera-Pays-d’Enhaut des Kantons Waadt in der Schweiz. Am 1. Januar 2022 fusionierte Saint-Légier-La Chiésaz mit Blonay zur neuen Gemeinde Blonay – Saint-Légier.

## Geographie

Luftbild (1964)

Saint-Légier-La Chiésaz liegt auf 580 m ü. M., 3 km ostnordöstlich des Bezirkshauptortes Vevey (Luftlinie). Das Dorf erstreckt sich auf den sanft gegen den Genfersee geneigten Hängen südlich des Tals der Veveyse, am Fuss des Aussichtsberges Les Pléiades, an aussichtsreicher Lage rund 200 m über dem Seespiegel des Genfersees und hoch über Vevey.
Die Fläche des 15,1 km² grossen ehemaligen Gemeindegebiets umfasst einen Abschnitt der Voralpen. Der westliche Gemeindeteil umfasst die klimatisch begünstigten Hänge und Geländeterrassen über dem Nordostufer des Genfersees, wobei die nördliche Grenze entlang der Veveyse, die südliche entlang des Baches Ognona verläuft. Nach Nordosten erstreckt sich der Gemeindeboden entlang der linken Talflanke der Veveyse bis auf die Höhe Bondenoces, die zum Massiv der Pléiades gehört und mit 1397 m ü. M. den höchsten Punkt von Saint-Légier-La Chiésaz erreicht. Östlich der Pléiades reicht das Gebiet in einem schmalen Streifen in das voralpine Gebiet der Moléson-Kette mit ausgedehnten Wäldern und dazwischen liegenden Alpweiden. Hier befindet sich das unter Naturschutz stehende Hochmoor Les Tenasses. Die Nordgrenze wird stets von der Veveyse de Fégire gebildet, die im Lauf der Jahrmillionen ein tiefes Erosionstal in die Gesteinsschichten eingegraben hat. Von der Gemeindefläche entfielen 1997 18 % auf Siedlungen, 44 % auf Wald und Gehölze, 36 % auf Landwirtschaft und rund 2 % war unproduktives Land.
Die ehemalige Gemeinde besteht aus den beiden Dörfern Saint-Légier (564 m ü. M.) und La Chiésaz (594 m ü. M.), die durch den Bau zahlreicher Einfamilienhäuser mittlerweile zusammengewachsen sind, sowie verschiedenen Einzelhöfen. Nachbargemeinden von Saint-Légier-La Chiésaz sind Blonay, La Tour-de-Peilz, Vevey und Corsier-sur-Vevey im Kanton Waadt sowie Châtel-Saint-Denis im Kanton Freiburg.

## Bevölkerung
| Bevölkerungsentwicklung | Bevölkerungsentwicklung |
| Jahr                    | Einwohner               |
| ----------------------- | ----------------------- |
| 1850                    | 912                     |
| 1900                    | 1101                    |
| 1910                    | 1255                    |
| 1930                    | 1245                    |
| 1950                    | 1397                    |
| 1960                    | 1585                    |
| 1970                    | 2230                    |
| 1980                    | 2787                    |
| 1990                    | 3578                    |
| 2000                    | 4068                    |

Mit 5627 Einwohnern (Stand: 31. Dezember 2021) gehört Saint-Légier-La Chiésaz zu den mittelgrossen Gemeinden des Kantons Waadt. Von den Bewohnern sind 83,0 % französischsprachig, 9,4 % deutschsprachig und 2,9 % englischsprachig (Stand 2000). Die Bevölkerungszahl von Saint-Légier-La Chiésaz stieg in der ersten Hälfte des 20. Jahrhunderts nur langsam an. Seit 1950 (1397 Einwohner) hat die Bevölkerung markant zugenommen, verbunden mit einer Verdreifachung der Einwohnerzahl innerhalb von 50 Jahren. Das Siedlungsgebiet von Saint-Légier-La Chiésaz ist heute lückenlos mit demjenigen von Blonay zusammengewachsen.

## Wirtschaft
Saint-Légier-La Chiésaz war bis zu Beginn des 20. Jahrhunderts ein vorwiegend durch die Landwirtschaft geprägtes Dorf. Heute haben der Ackerbau in den tieferen Lagen sowie die Milchwirtschaft und die Viehzucht auf den Höhen und im Tal der Veveyse nur noch einen geringen Stellenwert in der Erwerbsstruktur der Bevölkerung. Im untersten Teil des Gemeindegebietes wird auf einigen Hektaren Weinbau betrieben.
Weitere Arbeitsplätze sind im sekundären Sektor und vor allem im Dienstleistungssektor vorhanden. Eine Gewerbezone wurde seit den 1980er Jahren im Bereich der Autobahnverzweigung La Veyre geschaffen. Hier haben sich Unternehmen des Bau- und Transportgewerbes sowie der Informationstechnologie niedergelassen. In den letzten Jahrzehnten hat sich das Dorf dank seiner attraktiven Lage (mit Blick über den Genfersee zu den Alpen und im Südwesten bis zum Jura) zu einer bevorzugten Wohngemeinde entwickelt. Zahlreiche Erwerbstätige sind Wegpendler, die in der Region Vevey-Montreux, teilweise auch in Lausanne arbeiten.

## Verkehr
Die ehemalige Gemeinde ist verkehrstechnisch hervorragend erschlossen und liegt an der Verbindungsstrasse von Vevey nach Blonay. Der nächste Autobahnanschluss (Vevey) an die 1970 eröffnete A9 (Lausanne-Sion), welche das Gemeindegebiet durchquert, ist nur rund 1 km vom Ortskern entfernt. Auf dem Gemeindegebiet befindet sich auch die Verzweigung La Veyre, wo die Autobahn A12 (Bern-Vevey) auf die A9 trifft.
Am 1. Oktober 1902 wurde die Schmalspurbahnlinie Vevey-Blonay-Chamby mit mehreren Haltestellen im Dorf eingeweiht und 1911 von Blonay als Zahnradbahn hinauf nach Les Pléiades verlängert. Die Zweigstrecke von Vevey via Saint-Légier nach Châtel-Saint-Denis wurde 1904 eröffnet, der Betrieb jedoch 1969 eingestellt.

## Geschichte
Das ehemalige Gemeindegebiet von Saint-Légier-La Chiésaz war bereits sehr früh besiedelt, was durch Funde einer Axt aus der Bronzezeit und von Gräbern aus der La-Tène-Zeit belegt werden konnte. Die erste urkundliche Erwähnung von Saint-Légier erfolgte 1228 unter dem Namen Sanctus Leodegarus, benannt nach Leodegar, einem Bischof von Autun. La Chiésaz wurde 1215 erstmals als La Chiesa, 1242 als Chesas genannt. Dieser Ortsname stammt vom spätlateinischen Wort casa (Haus, Bauernhof, Wohnsitz) ab.
Seit 1079 gehörten die Gebiete um Saint-Légier und La Chiésaz den Herren von Blonay. Im Jahr 1300 kamen die beiden Dörfer zusammen mit Hauteville an die Grafen von Savoyen, welche die Baronie Saint-Légier-La Chiésaz errichteten und sie der Familie de Blonay als Lehen zurückgab. Diese tauschte das Lehen 1363 gegen Denens aus, weshalb Saint-Légier-La Chiésaz wieder direkt in die Abhängigkeit Savoyens geriet. In der Folgezeit gab es häufig Besitzerwechsel, und von 1565 bis 1686 war die Baronie auch wieder in der Hand der Familie de Blonay.
Mit der Eroberung der Waadt durch Bern im Jahr 1536 gelangte Saint-Légier-La Chiésaz unter die Verwaltung der Vogtei Vevey, besass aber einen eigenen Gerichtshof. Nach dem Zusammenbruch des Ancien Régime gehörte das Dorf von 1798 bis 1803 während der Helvetik zum Kanton Léman, der anschliessend mit der Inkraftsetzung der Mediationsverfassung im Kanton Waadt aufging. 1798 wurde es dem Bezirk Vevey zugeteilt. Im Rahmen einer Grenzbereinigung wurde das Gebiet von Gilamont (früher Standort einer Mühle) 1931 von Saint-Légier-La Chiésaz an die Stadt Vevey abgetreten.
Der Künstler Edouard Alfred Béguin (1834–1906) wurde in St-Légier-La Chiésaz geboren und wurde auch dort beerdigt. Im Alter kehrte er aus Paris in sein Heimatdorf zurück und begann dort die Hauswände und Scheunentore zu bemalen.

## Sehenswürdigkeiten
Schon vor dem 10. Jahrhundert besass Saint-Légier eine Kapelle, die im 12. Jahrhundert durch eine romanische Kirche ersetzt wurde. Von diesem Gotteshaus ist noch die Südapsis erhalten, während die Nordapsis zu einer Familienkapelle gehörte, die 1223 unter den Herren von Blonay errichtet wurde. Aus dem 15. Jahrhundert stammt das heutige Kirchenschiff, der Frontturm aus dem frühen 16. Jahrhundert. Neben der Kirche steht ein Prioratshaus aus dem 17. Jahrhundert.
Unterhalb von Saint-Légier-La Chiésaz befindet sich das Schloss Hauteville, das 1740 an der Stelle eines älteren Schlosses erbaut wurde. Es zählt zu den bedeutendsten Barockschlössern des Kantons Waadt. Die dreiflügelige Anlage fasst einen grossen Ehrenhof ein. Das Schloss besitzt eine reiche barocke Innenausstattung und Wand- und Deckengemälde aus der Erbauungszeit.